# Ашанти (фильм)
«Ашанти» (англ. Ashanti) — приключенческий фильм американского режиссёра Ричарда Флейшера. В главных ролях сыграли Майкл Кейн, Беверли Джонсон, Питер Устинов и Омар Шариф.

## Сюжет
Доктор-британец Дэвид Линдерби и его жена Ананса из африканской народности ашанти, которая тоже врач — сотрудники Всемирной организации здравоохранения в Гане. Они ездят по затерянным в джунглях африканским селениям и делают людям прививки. В одной из деревень Анансу похищают. Местная полиция убеждает Дэвида, что для поиска его жены будет сделано всё возможное. Один из офицеров говорит Дэвиду о высокой вероятности того, что его жена была похищена работорговцем Сулейманом, который теперь должен доставить свой живой товар к Красному морю на продажу. Но местные власти категорически не желают признавать, что в их стране почти безнаказанно процветает работорговля.
Дэвид, потеряв всякую надежду когда-либо снова увидеть свою жену, начинает самостоятельные поиски. Брайан Уокер, неофициально расследующий случаи похищения людей, знакомит его с пилотом вертолёта Джимом Санделлом, с которым Дэвид безуспешно пытается настигнуть Сулеймана, пока тот не пересёк границу Ганы. Затем Уокер сводит Дэвида с бедуином Маликом, семью которого Сулейман угнал в рабство год назад. Вдвоём Дэвид и Малик отправляются в опасное путешествие через Сахару к Красному морю, чтобы найти Анансу до того, как её продадут богатому арабскому шейху.

## В ролях
- Майкл Кейн — доктор Дэвид Линдерби
- Беверли Джонсон — доктор Ананса Линдерби
- Кабир Беди — Малик
- Питер Устинов — Сулейман
- Омар Шариф — принц Хассан
- Рекс Харрисон — Брайан Уокер
- Уильям Холден — Джим Санделл

Сценарий фильма написан по бестселлеру испанского писателя Альберто Васкеса-Фигероа «Ébano» (1975). В автобиографии Майкл Кейн признаётся, что это самый плохой фильм, в котором он когда-либо снимался, и участвовал он в нём исключительно из-за денег.